# ドリュラエウムの戦い
ドリュラエウムの戦い（ドリュラエウムのたたかい、Battle of Dorylaeum）は第1回十字軍の主要な戦闘の一つ。1097年7月1日、アナトリア半島北西部のドリュラエウム（現在のエスキシェヒール近郊）で、行軍中の十字軍をルーム・セルジューク朝の騎兵が襲ったが、十字軍はこれを撃退することに成功した。

## 背景
十字軍の最初の戦いであったニカイア攻囲戦は、包囲している軍のうちの東ローマ帝国軍と、包囲されているルーム・セルジューク朝の守備隊や市民が、十字軍に全く知らせないまま極秘のうちに降伏に合意するに至った。ニカイアを陥落させて略奪し、資金や食料を補充しようとしていた十字軍はこれに怒り、以後東ローマ帝国への根強い不信感が残った。
6月26日にニカイアを発ちエルサレムへの行軍の途に出た十字軍は、補給の問題から二手に分かれることになった。前衛となったのはタラント公ボエモンが率いる小さいほうの部隊で、ボエモンの甥のタンクレードのほか、ノルマンディー公ロベール、フランドル伯ロベール、東ローマ軍の将軍で道案内をつとめるタティキオスらが加わった。その後に続く大きな本隊には、ゴドフロワ・ド・ブイヨン、ブローニュ伯ボードワン、トゥールーズ伯レーモン、ブロワ伯エティエンヌ、ユーグ・ド・ヴェルマンドワ（フランス王フィリップ1世の弟）らが加わった。
6月29日、彼らの元に、トルコ人の部隊がドリュラエウム付近で一行を待ち伏せているという情報が入った。ボエモンはすでに敵の斥候が自分たちの周囲に出没していることに気づいていた。待ち伏せる側は、ルーム・セルジューク朝のクルチ・アルスラーン1世のほか、同盟者であるカッパドキアのハサン、および最近まで敵であったガーズィー・イブン・ダニシュメンド率いるアナトリア東部のダニシュメンド朝による連合軍であった。十字軍に従軍した年代記作者レーモン・ダジール（Raymond of Aguilers）は、敵兵の総数を15万人としており、シャルトルのフーシェ（Fulcher of Chartres）に至っては36万人としている。現在の研究では、クルチ・アルスラーン1世らの軍勢の人数は騎兵を中心に25,000人から30,000人の間とみられ、さらに6,000人から8,000人ほどに過ぎないとする研究もある。
一方、ボエモンの率いる前衛部隊には大勢の非戦闘員のほか、歩兵を中心に10,000人ほどの兵士がいた。当時の西洋の軍隊は、騎乗した騎士ひとりに数人の歩兵がつき従うという形であり、2,000人ほどの騎士に8,000人ほどの歩兵という構成であったと考えられる。
6月30日の夕刻、ニカイアから数日の行軍を続けてきたボエモンらの一行はテュムブレス川（Thymbres）の北岸の牧草地に宿営した。近くにはドリュラエウムの町の廃墟（多くの学者はこれを、現在のエスキシェヒールと考えている）があった。

## 戦闘
7月1日明け方、ボエモンの軍はドリュラエウムの外でクルチ・アルスラーン1世の軍に包囲された。ゴドフロワとレイモンの軍はボエモンの前衛部隊から離れた場所にいた。セルジューク軍は夜明けに攻撃を開始し宿営に向かって一斉に矢を放ち、このような奇襲を想像していなかったボエモン軍は驚いて大混乱に陥った。騎士たちはすぐさま馬にまたがったが、散発的な反撃ではセルジューク軍を阻止することができなかった。セルジューク騎兵は宿営の中に突入し、非戦闘員や歩兵を斬り始めた。彼らは甲冑で身を守っておらず、騎兵から逃げ切ることもできず、パニックになってばらばらに逃げ惑ったため戦列を組むこともできなかった。
ボエモンは非戦闘員や歩兵を守るために騎士たちに馬から下りて防御陣を組むよう命じ、なんとか歩兵や非戦闘員を重武装の騎士たちの円陣に囲まれた宿営の中央へと誘導した。騎士が盾を並べて円陣を組んだことで弱い兵士らは守られることになったが、一方でセルジューク軍騎兵が自由に戦場を走り回れることにもなった。弓騎兵たちは、突入して矢を放ち、反撃される前に退くという通常の戦術で戦った。重武装の騎士たちにはほとんど傷を与えることができなかったが、馬や歩兵には甚大な損害を与えた。ボエモンらは十字軍の他の部隊を呼ぶために使いを出し、非戦闘員を守るために円陣を組んで救援が来るまで戦い続けたものの、じりじりと川岸へと押され始めた。川岸の柔らかい沼地は馬が走れず、騎兵の突撃はやんだが、矢は雨のように降り注いだ。騎士らは時おり円陣から離れてセルジューク騎兵らに攻撃を仕掛けたが、騎兵らはすぐ剣の届く範囲から後退して矢を放ってくるため騎士の側の被害だけが増した。また、甲冑の間に矢が刺さった騎士らからも犠牲が出始めた。
正午過ぎ、ゴドフロワの部隊が50人の騎士と共に到着し、セルジューク軍の包囲を破ってボエモンらの円陣を救援しようと戦った。この後も、レーモン、ユーグらの部隊が次々と応援に駆けつけた。なおもセルジューク軍の攻勢はやまず、十字軍側は犠牲も増えて川岸から浅い川の中へとじりじり後退したが攻撃を耐え続けた。7時間ほどの交戦の後、レーモン配下の騎士らがセルジューク軍の側面に奇襲攻撃を仕掛けて混乱させることに成功し、十字軍の騎士たちは合流に成功した。
十字軍は陣形を整えた。左翼にボエモン、タンクレード、ノルマンディー公ロベール、ブロワ伯エティエンヌらの部隊が、中央にはレーモンやフランドル伯ロベールの部隊が、右翼にはゴドフロワやユーグらの部隊が並び、セルジューク軍への反撃を開始した。なおもセルジューク軍を崩すことはできなかったものの、午後の半ばになって教皇使節ル・ピュイのアデマールの増援が到着すると形勢は変わった。彼らは戦場を取り巻くように、丘に隠れて移動し川を越え、左翼の弓騎兵を側面から急襲し、セルジューク軍の背後から出現した。アデマールの兵らはセルジュークの宿営を焼き払った。テントが燃える光景におののき、数時間にわたって矢や剣をいくら浴びせてもなお倒せない、分厚い甲冑をまとった騎士の奮闘に恐れをなしたセルジューク軍は退却をはじめ、クルチ・アルスラーンも撤退を強いられた。

## その後
十字軍は、セルジューク軍が放棄した金品などを得たことで、一時的にしろ豊かになった。クルチ・アルスラーン1世はこの戦いから退却した後、もはや十字軍を相手にすることはなく、東部国境での領土争いに没頭した。十字軍はこうしてルーム・セルジューク朝による抵抗をほとんど受けないままアナトリア半島を縦断しアンティオキアへと行軍することができた。しかしこれは夏の炎天下で3か月を費やす過酷な行軍であり、ルーム・セルジューク朝による焦土作戦で途中の経路にはほぼ補給が期待できないありさまで、行軍の過程で多くの軍馬や将兵を失った。十字軍の諸侯らの仲間割れも深刻になってゆき、ブーローニュのボードゥアンらは途中で本隊を離れて東のエデッサ方面へと向かい、当地でエデッサ伯国を建てる。
10月、アンティオキアの城壁の下にたどり着いた十字軍はアンティオキア攻囲戦にとりかかる。